# Верхосулка
Верхосу́лка — село в Україні, у Миколаївській селищній громаді Сумського району Сумської області. Населення становить 467 осіб. До 2016 орган місцевого самоврядування — Верхосульська сільська рада.

## Географія
Село Верхосулка розташоване на правому березі річки Сула, вище за течією на відстані 1.5 км розташоване село Сульське, нижче за течією на відстані 4.5 км розташовані села Комишанка та Сороколітове, на протилежному боці села: Валіївка та Лохня.

## Історія
1678 — дата заснування.
Історія церкви
В 1732 році в селі була споруджена церква в ім’я Святої Великомучениці Варвари. За спогадами старожилів вона нагадувала звичайну сільську хату. В 1792 році на кошти поміщика Максимовича була споруджена дерев’яна однопрестольна церква, яка в 1901 році була розширена коштами парафіян. Поступово виникла необхідність у новій церкві. Вона була збудована приблизно у 1905-1906 роках стараннями священика Верхосульського приходу Михайла Федоровського. Свято-Варваринська церква проіснувала до 30 –х років ХХ століття і була закрита. Але, за спогадами старожилів, в роки Другої світової війни в ній здійснювалась служба. В церковній огорожі цієї церкви похований батько видатного українського поета і письменника Олександра Олеся —  Кандиба Іван Федорович. В 50-60-х роках ХХ століття приміщення церкви неодноразово перебудовувалося під сільський клуб, згодом — під Будинок культури.
Голодомор
Під час організованого радянською владою Голодомору 1932—1933 років померло щонайменше 280 жителів села.
12 червня 2020 року, відповідно до розпорядження Кабінету Міністрів України № 723-р «Про визначення адміністративних центрів та затвердження територій територіальних громад Сумської області», село увійшло до складу Миколаївської селищної громади.
19 липня 2020 року, в результаті адміністративно-територіальної реформи та ліквідації Білопільського району, село увійшло до складу новоутвореного Сумського району.

## Економіка
- «Сула», сільгосппідприємство.

## Соціальна сфера
- Дитячий садок.
- Школа.

## Відомі люди
В селі минуло дитинство українського поета Олександра Олеся.
Народилися:
- Євген Васильченко — український письменник.
- Гоголевський Олександр Володимирович — радянський і російський історик.
- Ломака Володимир Васильович — український художник, громадський діяч.
- Коваль Микола Петрович — український співак, народний артист України.

## Цікаві факти
- В одній з програм проєкту «Сковорода. Гастробайки» у селі Верхосулка готували капусняк, коронну місцеву страву.[5]